# Grieg-Begegnungsstätte

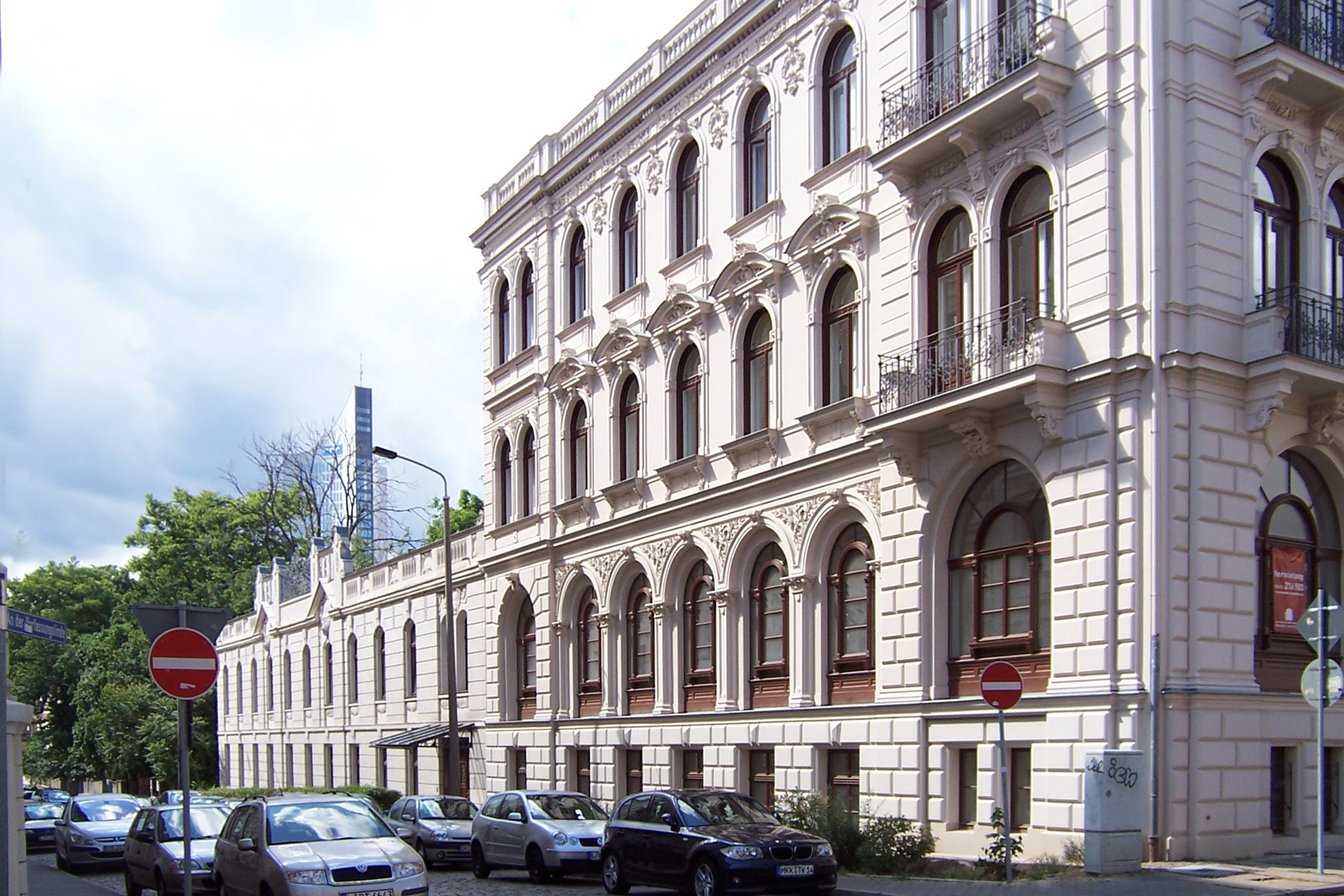
Das Gebäude mit der Grieg-Begegnungsstätte im 1. Stock

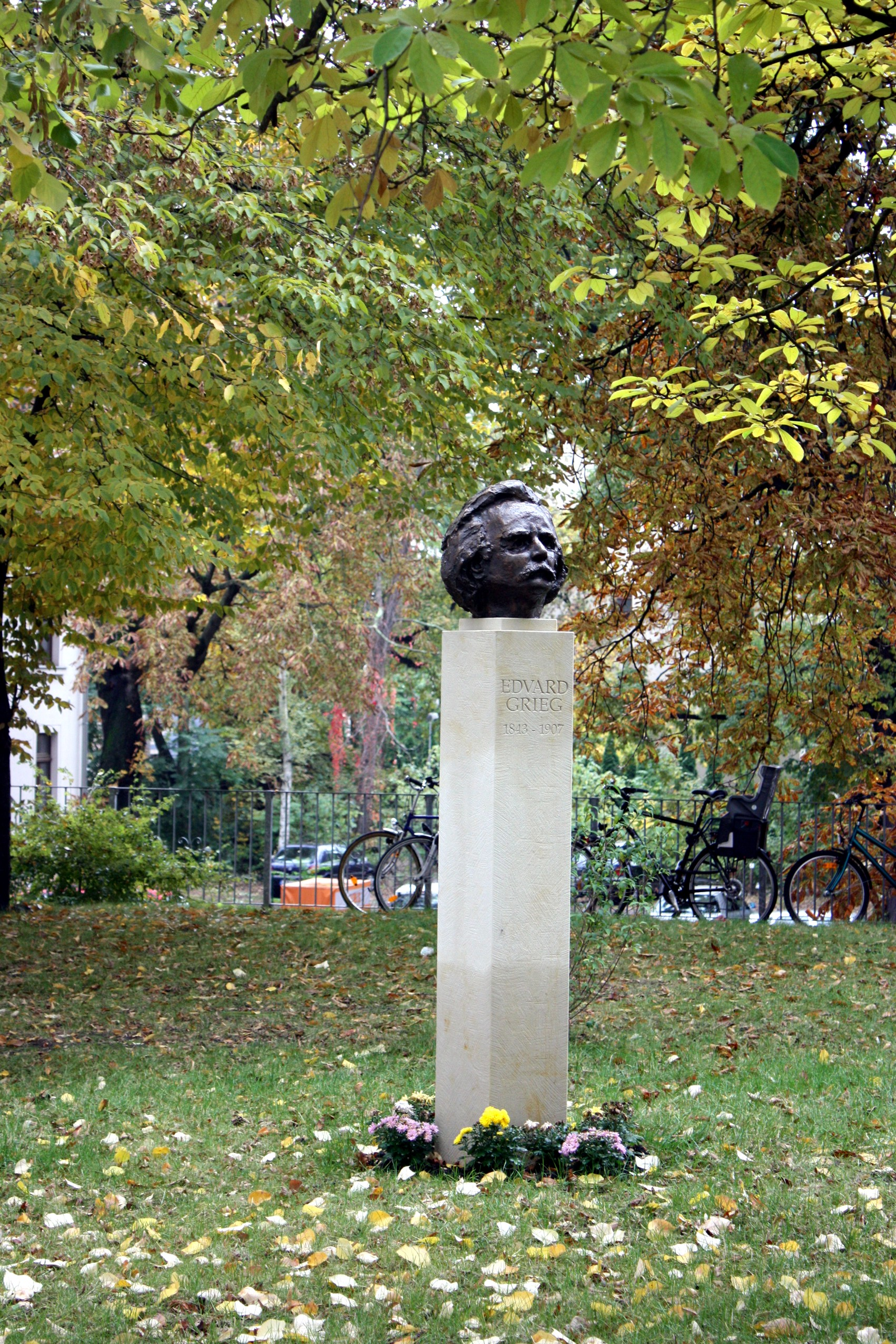
Skulptur im Garten erinnert an Edvard Grieg

Die Grieg-Begegnungsstätte ist eine Begegnungsstätte und ein biografisches Museum in Leipzig, das 2005 zum Gedenken an den Komponisten Edvard Grieg gegründet wurde.

## Geschichte
Am 7. November 2005 wurde das Museum mit einer Dauerausstellung über das Werk und Leben Griegs eröffnet, der 1858 im Alter von 15 Jahren nach Leipzig kam, um am Konservatorium zu studieren, das einige Jahre zuvor von Felix Mendelssohn gegründet wurde.
Das Museum befindet sich im ersten Stock eines historischen Gebäudes aus dem Jahr 1874 in der Talstraße im Leipziger Seeburgviertel.
In diesem Gebäude war die Edition Peters ansässig, einer der renommiertesten Musikverlage des frühen 20. Jahrhunderts. Hier pflegte Grieg gute Beziehungen zu Max Abraham, der als sein Mentor fungierte.
Der zentrale Punkt des Museums ist der Musiksaal, in dem regelmäßig musikalische Darbietungen und andere Veranstaltungen stattfinden.
Das Gebäude steht unter Denkmalschutz. An der Außenmauer erinnern Gedenktafeln an Grieg und Abraham, im Garten steht eine Grieg-Skulptur.

## Station der Leipziger Notenspur
Die Grieg-Begegnungsstätte ist Station 3 der Unesco-Initiative „Leipziger Notenspur“.